# میتسوبیشی کی-۵۱
میتسوبیشی کی-۵۱ (به انگلیسی: Mitsubishi Ki-51) یک هواپیمای ساختِ کارخانهٔ صنایع سنگین میتسوبیشی در کشور ژاپن است. نخستین استفاده‌کنندهٔ این هواپیما نیروی هوایی ارتش امپراتوری ژاپن بوده‌است.